# André-François Miot
André-François Miot (Versailles, 9 febbraio 1762 – Parigi, 5 gennaio 1841) è stato un letterato, politico e diplomatico francese.

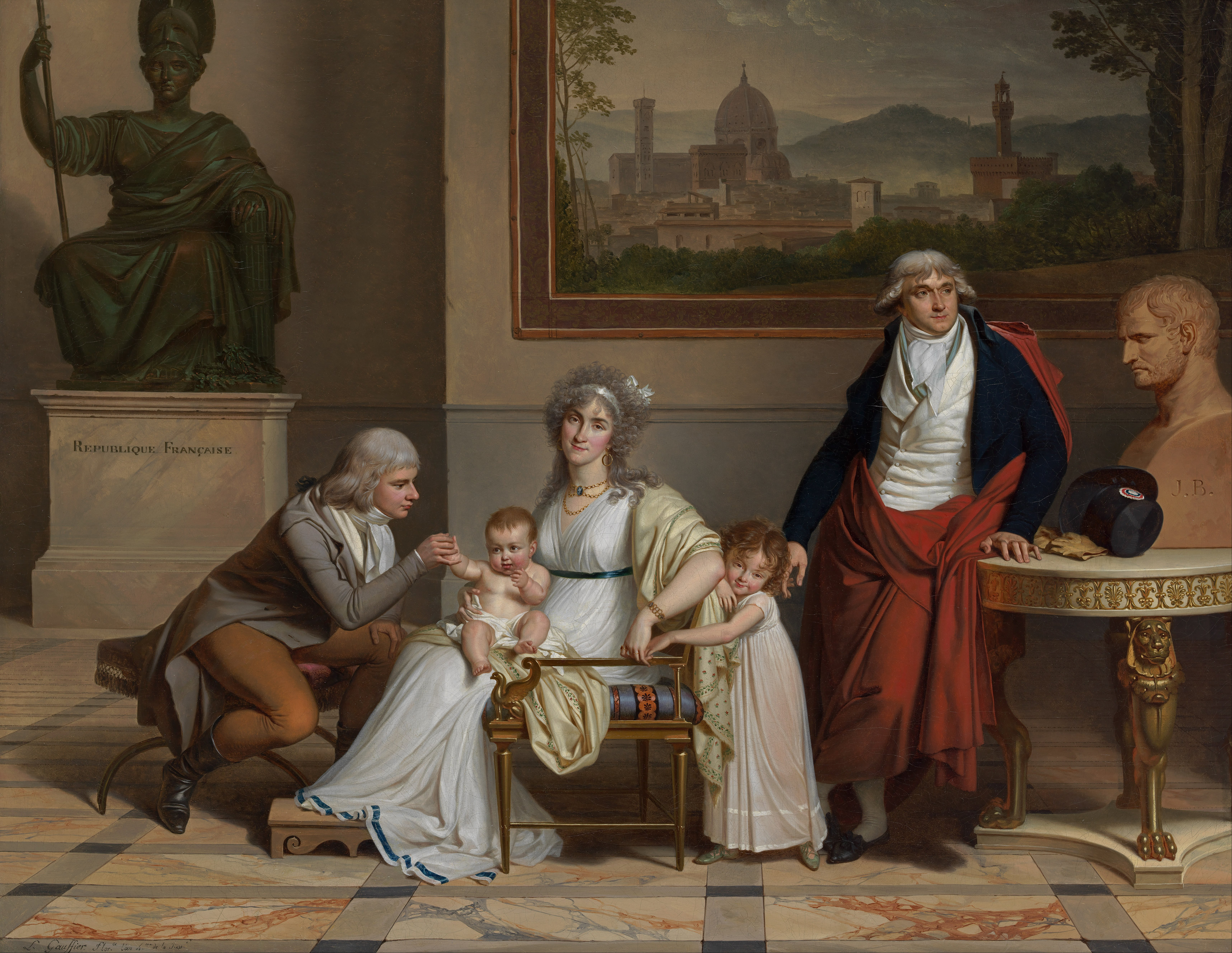
Louis Gauffier, André-Francois Miot con la sua famiglia, inviato a Firenze come ministro plenipotenziario al Granduca di Toscana (1796).

Conte di Mélito, fu consigliere di Stato.

## Biografia
Ebbe diversi incarichi di fiducia prima a Firenze per conto del Direttorio, poi in Corsica nel 1796. Ritornato a Parigi nel 1798 diventò consigliere di Stato, ed in seguito tribuno. Amico di Giuseppe Bonaparte lo seguì a Napoli nel 1806 e  in Spagna nel 1808. Eletto poi nel 1835 membro dell'Istituto di Francia. Si distinse anche come traduttore di opere classiche greche, gli autori da lui preferiti erano Erodoto e Diodoro Siculo.

## Opere
- Mémoires